# Geophilus guanophilus
Geophilus guanophilus är en mångfotingart som beskrevs av Karl Wilhelm Verhoeff 1939. Geophilus guanophilus ingår i släktet Geophilus och familjen storjordkrypare.
Artens utbredningsområde är Italien. Inga underarter finns listade i Catalogue of Life.